# Prefektura Jamanaši

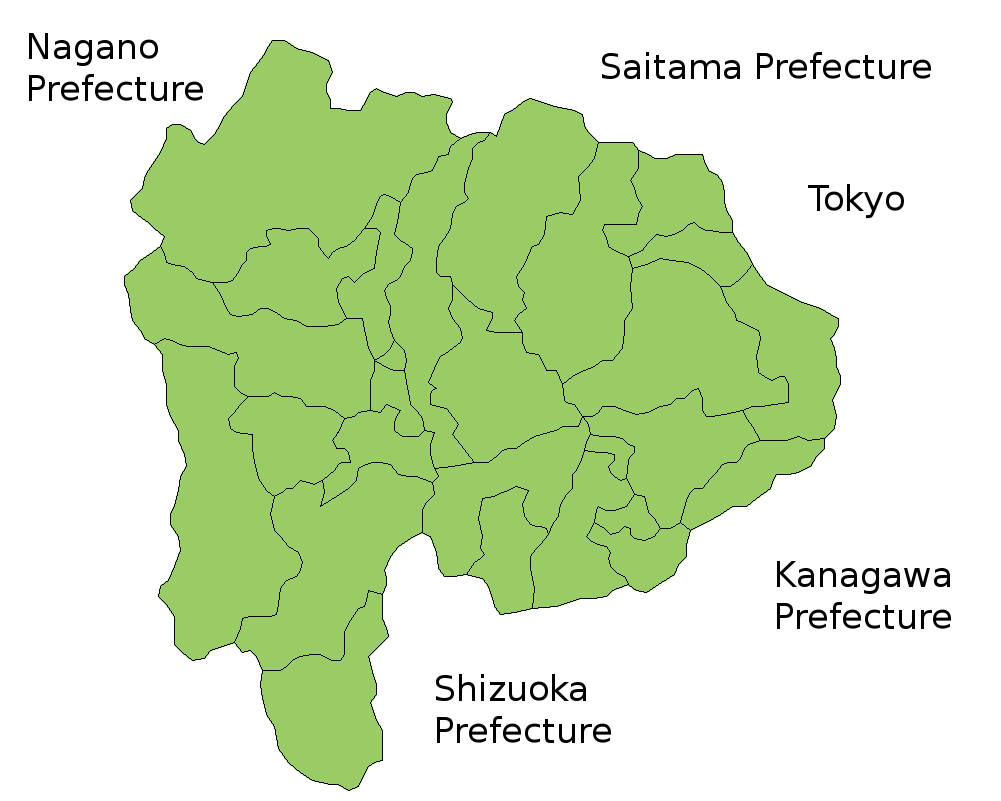
Mapa prefektury Jamanaši

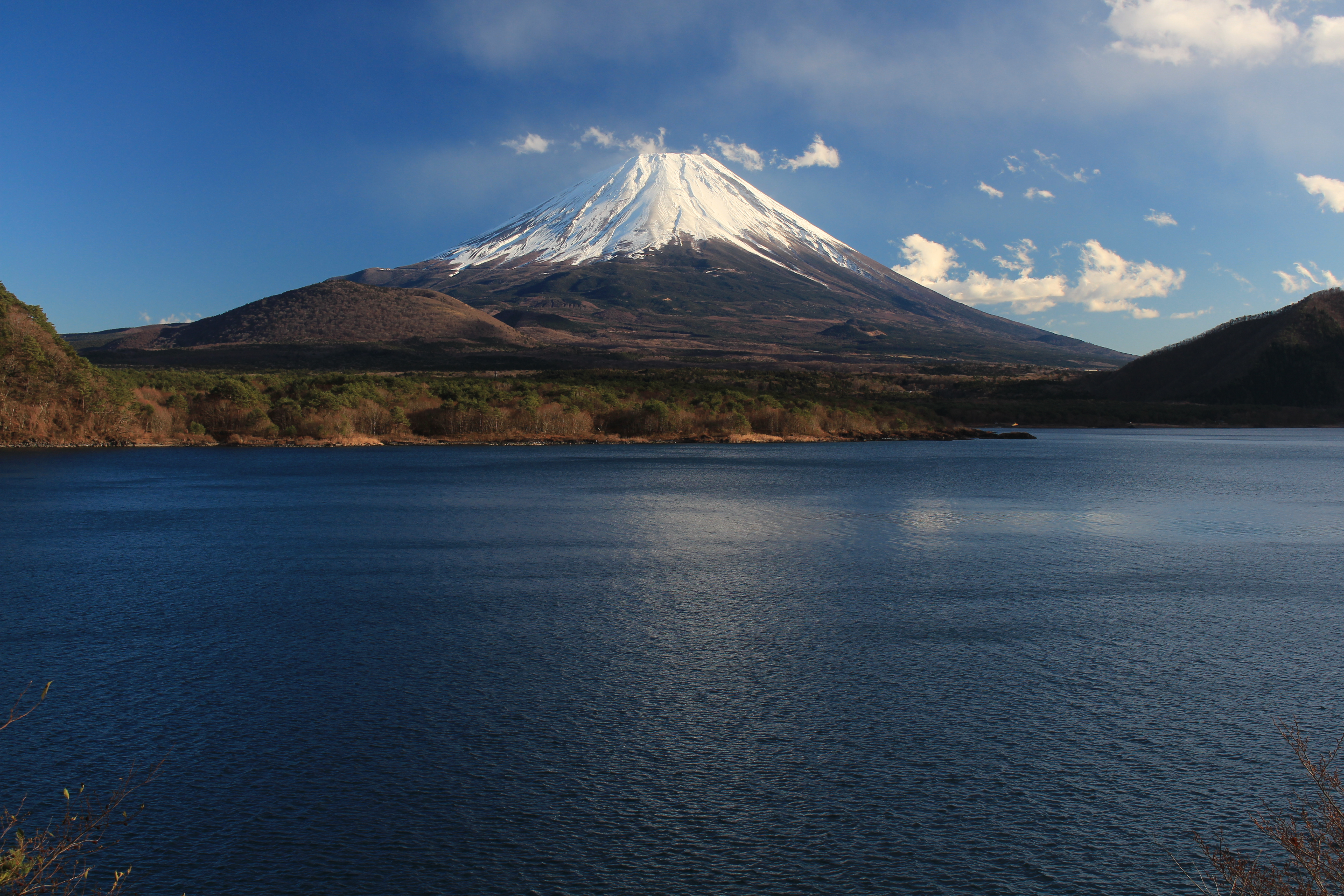
Hora Fudži při pohledu z oblasti Pěti jezer Fudži v prefektuře Jamanaši

Prefektura Jamanaši (japonsky: 山梨県, Jamanaši-ken) je jednou ze 47 prefektur Japonska. Nachází se v regionu Čúbu na ostrově Honšú. Hlavním městem je Kófu.
Prefektura má rozlohu 4 465,37 km² a k 1. říjnu 2005 měla 884 531 obyvatel.

## Historie
Prefektura Jamanaši byla dříve známá jako provincie Kai (甲斐) a během období Sengoku byla domovskou provincií Šingena Takedy (信玄 武田).

## Geografie
Prefektura Jamanaši sousedí s prefekturami Tokio, Kanagawa, Saitama, Šizuoka a Nagano. Jamanaši je vnitrozemská prefektura obklopená horami s úzkým centrálním údolím. Hora Fudži (富士) tvoří část její jižní hranice.

### Města
V prefektuře Jamanaši je 13 velkých měst (市, ši):
| - Curu (都留) - Čúó (中央) - Fuefuki (笛吹) - Fudžijošida (富士吉田) - Hokuto (北杜) - Jamanaši (山梨) - Kai (甲斐) | - Kófu (甲府, hlavní město) - Kóšú (甲州) - Minami-arupusu (南アルプス) - Nirasaki (韮崎) - Ócuki (大月) - Uenohara (上野原) |

## Zajímavosti
Značná část románu Kafka na pobřeží od Harukiho Murakami se odehrává v prefektuře Jamanaši.
V prefektuře žije asi 15 000 Brazilců.